# Polymixis olivascens
Polymixis olivascens är en fjärilsart som beskrevs av Max Wilhelm Karl Draudt 1950. Polymixis olivascens ingår i släktet Polymixis och familjen nattflyn. Inga underarter finns listade i Catalogue of Life.